# Pepparmint soda
Pepparmint soda (franska: Diabolo menthe) är en fransk dramakomedi från 1977 i regi av Diane Kurys.

## Utmärkelser
Filmen vann Louis Delluc-priset 1977

## Roller (urval)
- Eléonore Klarwein – Anne Weber
- Odile Michel – Frédérique Weber
- Anouk Ferjac – Mme Weber
- Michel Puterflam – M Weber
- Coralie Clément – Perrine Jacquet
- Marie-Véronique Maurin – Muriel Cazau
- Arlette Bonnard – Mme Poliakoff, historielärarinnan
- Dominique Lavanant – Mlle Petit, matematiklärarinnan
- Corinne Dacla – Pascale Carimil
- Dora Doll – Mme Clou, gymnastiklärarinnan
- Françoise Bertin – Mlle Sassy, fransklärarinnan
- Jacqueline Doyen – Mlle Petitbon